# Nemba (Burera)
Nemba ist ein Sektor im Süden des Distrikts Burera in der Nordprovinz von Ruanda.

## Geographie
Der Sektor hat eine Fläche von 38,0 km² und liegt auf einer Höhe von etwa 2050 m. Er setzt sich aus den vier Zellen Kivumu, Nyamugari, Rubona und Rushara zusammen. Nachbarsektoren sind im Norden Rwerere, im Osten Ruhunde, im Südosten Cyungo, im Südwesten Gashenyi, im Nordwesten Kamubuga und im Norden Rusarabuye.

## Bevölkerung
Nach Stand der Volkszählung von 2022 liegt die Einwohnerzahl bei 21.401. Zehn Jahre zuvor waren es 18.088, was einem jährlichen Bevölkerungszuwachs von 1,7 Prozent zwischen 2012 und 2022 entspricht.

## Verkehr
Durch den Sektor verläuft mittig von Nordwesten nach Südosten die Stand 2022 nicht asphaltierte Nationalstraße 20.